# Сферосомы
Сферосомы (от др.-греч. σφαῖρα — «шар» и σῶμα — «тело») или олеосомы (от лат. oleum — «масло» и др.-греч. σῶμα — «тело») — в цитологии, одномембранные органеллы растительных клеток, выполняющие функцию накопления липидов. Образуются гладкой эндоплазматической сетью.
На основании обнаружения в сферосомах активности кислой фосфатазы и неспецифичных эстераз их отождествляют с лизосомами животных клеток, от которых они отличаются высоким содержанием липидов.